# Metreplecton
Metreplecton is een geslacht van haften (Ephemeroptera) uit de familie Metretopodidae.

## Soorten
Het geslacht Metreplecton omvat de volgende soorten:
- Metreplecton macronyx